# Morigny-Champigny
Morigny-Champigny è un comune francese di 4 422 abitanti situato nel dipartimento dell'Essonne nella regione dell'Île-de-France.

## Società

### Evoluzione demografica
Abitanti censiti